# تمنای وصال
تمنای وصال نام اولین آلبوم عبدالحسین مختاباد خواننده و آهنگ‌ساز موسیقی سنتی ایرانی است که در سال ۱۳۷۰ توسط شرکت گلنوای هنر منتشر شد. در این آلبوم تمام آهنگ‌ها توسط عبدالحسین مختاباد ساخته شده‌است. وی اشعار آلبوم را از شاعران مطرح ایرانی، سعدی، باباطاهر، مولوی و شیخ بهایی انتخاب کرده‌است.
مختاباد با این آلبوم و به ویژه تصنیف «تمنای وصال» توانست خود را در موسیقی ایرانی معرفی نماید. ملودی اصلی این آهنگ در سال ۱۳۶۸ و در دوران سربازی در ذهن او بود و ابتدا می‌خواسته ملودی این آهنگ را روی شعری از اقبال لاهوری، از خواب گران خواب گران خواب گران خیز، اجرا کند؛ اما هنگامی که شعر تا کی به تمنای تو وصال یگانه از شیخ بهایی را دید نظرش تغییر کرد و این شعر را مناسب‌تر دید.او در مصاحبهٔ دیگری براین باور بود که در دهه ۱۳۷۰، جامعه شکل و شمایل تازه‌ای به خود گرفته بود. جنگ تازه تمام شده بود و جامعه احتیاج به فضای شادتری داشت. مختاباد همچنین معتقد بود که هشتاد درصد کارهای موسیقی که در دهه شصت منتشر می‌شد با مضمون جنگ و انقلاب بود و خودش را تقریباً جزو نخستین هنرمندانی می‌داند که در دهه هفتاد به خواندن موسیقی شادتر و عاشقانه‌تر خارج از فضاهایی که تا پیش از آن وجود داشت پرداخته است.
آهنگ‌سازی این آلبوم در سال ۱۳۷۰ انجام شد و تنظیم این آلبوم را حسین فرهادپور انجام داد.

## تفاوت در شعر تمنای وصال
مختاباد در تصنیف «تمنای وصال» قسمتی از شعر که باید به صورت «خواهد به سر آید، شب هجران تو یانِه؟» خوانده می‌شد را به صورت «غم هجران تو یا نَه؟» خواند، همچنین قسمتی از شعر «عارف صفت روی تو در پیر و جوان دید»، به جای واژه «روی» از «وصف» استفاده کرد، او این تفاوت‌ها نسبت به شعر شیخ‌بهایی را بعدها هم تصحیح هم نکرد، زیرا به نقل از خودش مایل نبود که آن حس نسخه اصلی را کنار بزند و دوباره در استودیو از نو بخواند و ضبط کند.

## فروش
مختاباد می‌گوید کاست تمنای وصال در روزهای نخست فروش خوبی نداشت، اما پس از این‌که به خارج رفت و برگشت، تهیه‌کننده از فروش بالای آن خبر داد.

## فهرست آهنگ‌ها
موسیقی همهٔ ترانه‌ها توسط عبدالحسین مختاباد ساخته شده‌است.
| شماره | نام                                                        | سراینده   | مدت   |
| ----- | ---------------------------------------------------------- | --------- | ----- |
| ۱.    | «تمنای وصال»                                               | شیخ بهایی | ۵:۱۴  |
| ۲.    | «آواز بیات اصفهان» (تار: جلیل شهناز)                       | سعدی      | ۱۳:۳۳ |
| ۳.    | «تصنیف دود عشق» (آواز همراه با تک‌نوازی تار جلیل شهناز)     | سعدی      | ۱۰:۰۸ |
| ۴.    | «موزیک بی‌کلام تمنای وصال» (موسیقی سازی)                    | ندارد     | ۶:۲۹  |
| ۵.    | «تصنیف باز آمدم» (سه گاه)                                  | مولوی     | ۷:۳۹  |
| ۶.    | «آواز با نی»                                               | سعدی      | ۵:۲۴  |
| ۷.    | «ضربی مخالف با نی» (آواز مخالف سه‌گاه، فرود به بیات اصفهان) | باباطاهر  | ۱۱:۲۲ |
| ۸.    | «تصنیف غم یار» (بیات اصفهان)                               | باباطاهر  | ۶:۰۱  |
| ۹.    | «تصنیف بی‌کلام» (بی‌کلام)                                    | ندارد     | ۶:۰۱  |

## دست‌اندرکاران
- عبدالحسین مختاباد - آواز
- حسن ناهید - نی
- محمد ساعد - سنتور
- جمال جهانشاد - عود
- حسین فرهادپور - قیچک، تنظیم
- شهریار فریوسفی - تار و سه‌تار
- جلیل شهناز - سه‌تار
- مهیار فیروزبخت - کمانچه
- منوچهر باستان سیر - قیچک باس
- محمود فرهمند - تنبک
- کامبیز گنجه‌ای - دف